# Ondrej Nepela
Ondrej Nepela (ur. 22 stycznia 1951 w Bratysławie, zm. 2 lutego 1989 w Mannheim) – słowacki łyżwiarz figurowy reprezentujący Czechosłowację, startujący w konkurencji solistów. Mistrz olimpijski z Sapporo (1972, wcześniej uczestnik igrzysk olimpijskich 1964, 1968), trzykrotny mistrz świata (1971, 1972, 1973), 5-krotny mistrz Europy (1969–1973) oraz 8-krotny mistrz Czechosłowacji (1965–1969, 1971–1973).
Od 1974 roku Nepela brał udział w rewii łyżwiarskiej Holiday on Ice i był trenerem łyżwiarskim w klubie Mannheimer ERC, gdzie trenował m.in. mistrzynię Europy 1989 – Claudię Leistner. Nepela był osobą homoseksualną. Toller Cranston ogłosił w swojej autobiografii, że miał romans z Nepelą podczas mistrzostw świata 1973.
Zmarł w wieku 38 lat na skutek powikłań chorobowych w związku z AIDS.
Od 1993 roku rozgrywany jest Memoriał Ondreja Nepeli upamiętniający najlepszego czechosłowackiego łyżwiarza w historii tej dyscypliny.

## Osiągnięcia
| Zawody                     | 63–64          | 64–65          | 65–66          | 66–67          | 67–68          | 68–69          | 69–70          | 70–71          | 71–72          | 72–73          |                |                |                |                |                |                |                |
| Międzynarodowe             | Międzynarodowe | Międzynarodowe | Międzynarodowe | Międzynarodowe | Międzynarodowe | Międzynarodowe | Międzynarodowe | Międzynarodowe | Międzynarodowe | Międzynarodowe | Międzynarodowe | Międzynarodowe | Międzynarodowe | Międzynarodowe | Międzynarodowe | Międzynarodowe | Międzynarodowe |
| -------------------------- | -------------- | -------------- | -------------- | -------------- | -------------- | -------------- | -------------- | -------------- | -------------- | -------------- | -------------- | -------------- | -------------- | -------------- | -------------- | -------------- | -------------- |
| Igrzyska olimpijskie       | 12             |                |                |                | 8              |                |                |                | 1              |                |                |                |                |                |                |                |                |
| Mistrzostwa świata         | 17             | 16             | 8              | 6              | 6              | 2              | 2              | 1              | 1              | 1              |                |                |                |                |                |                |                |
| Mistrzostwa Europy         |                | 8              | 3              | 3              | 3              | 1              | 1              | 1              | 1              | 1              |                |                |                |                |                |                |                |
| Prize of Moscow News       |                |                |                | 1              |                |                |                |                |                |                |                |                |                |                |                |                |                |
| Prague Skate               |                | 1              | 2              | 1              | 1              |                |                |                |                |                |                |                |                |                |                |                |                |
| Krajowe                    |                |                |                |                |                |                |                |                |                |                |                |                |                |                |                |                |                |
| Mistrzostwa Czechosłowacji |                | 1              | 1              | 1              | 1              | 1              |                | 1              | 1              | 1              |                |                |                |                |                |                |                |

## Nagrody i odznaczenia
- Order Ľudovíta Štúra I klasy (pośmiertnie) – 2024[6]
- Światowa Galeria Sławy Łyżwiarstwa Figurowego – 2019[7]
- Najlepszy słowacki sportowiec XX wieku – 2000
- Najlepszy sportowiec Czechosłowacji – 1971[8]